# Mort et obsèques de Johnny Hallyday

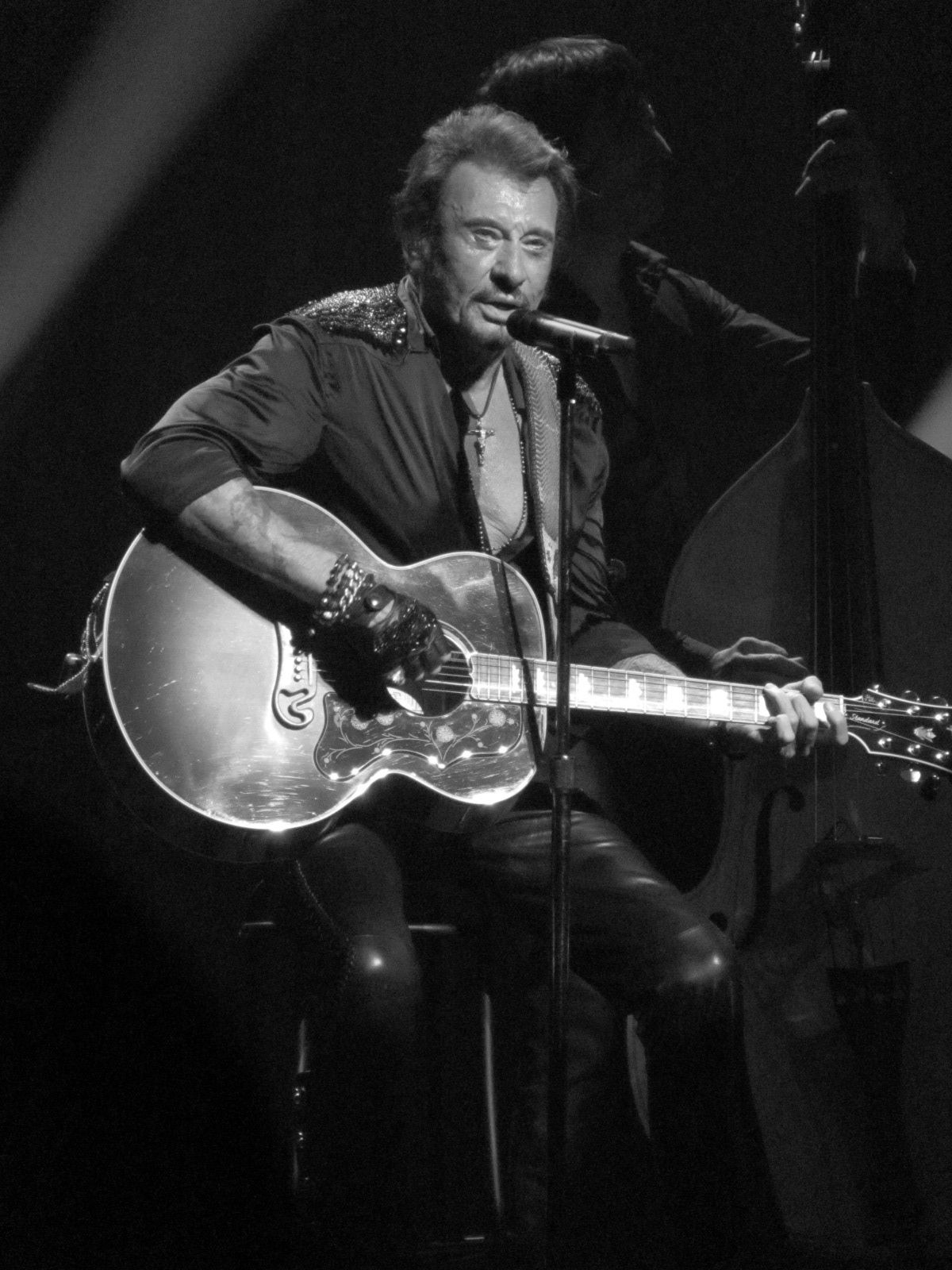
Johnny Hallyday en concert en 2012.

Le soir du 5 décembre 2017, Johnny Hallyday meurt à l'âge de 74 ans à son domicile de Marnes-la-Coquette, dans l'ouest parisien, des suites d'un cancer du poumon.
Bien qu'attendue, l'annonce de son décès crée une émotion nationale en France et monopolise les médias. Lors de ses obsèques, le 9 décembre 2017, un « hommage populaire » lui est rendu à Paris avec une descente en musique par le cortège funèbre des Champs-Élysées devant près d'un million de personnes, un éloge par le président de la République Emmanuel Macron sur le parvis de l'église de la Madeleine puis une messe dans cette église, en présence de nombreuses personnalités politiques, de la chanson, du cinéma et des médias, le tout retransmis en direct par les chaînes d'information en continu et les deux grandes chaînes généralistes de télévision françaises, TF1 et France 2, durant plus de cinq heures. Le chanteur est inhumé le surlendemain dans l'île antillaise de Saint-Barthélemy.

## Annonce
Laeticia Hallyday annonce la mort de son mari par un communiqué de presse adressé à l'AFP :

« Johnny Hallyday est parti. Jean-Philippe Smet est décédé dans la nuit du 5 décembre 2017.
J'écris ces mots sans y croire. Et pourtant, c'est bien cela. Mon homme n'est plus.
Il nous quitte cette nuit comme il aura vécu tout au long de sa vie, avec courage et dignité. Jusqu'au dernier instant, il a tenu tête à cette maladie qui le rongeait depuis des mois, nous donnant à tous des leçons de vie extraordinaires. Le cœur battant si fort dans un corps de rocker qui aura vécu toute une vie sans concession pour la scène, pour son public, pour ceux qui l'adulent et ceux qui l'aiment.
Mon homme n'est plus. Le papa de nos deux petites filles, Jade et Joy, est parti. Le papa de Laura et David a fermé ses yeux. Ses yeux bleus qui illumineront encore et encore notre maison, et nos âmes.
Aujourd'hui, par respect et par amour pour cet homme extraordinaire qui fut le mien pendant plus de 22 ans, pour perpétuer sa passion de la vie, des sensations fortes, des émotions sans demi-mesure, nous unissons tous nos prières, et nos cœurs. Nous pensons à lui si fort qu'il restera à jamais à nos cotés, aux côtés de ceux qui l'écoutent, le chantent et le chérissent depuis toujours.
Johnny était un homme hors du commun. Il le restera grâce à vous. Surtout, ne l'oubliez pas. Il est et restera avec nous pour toujours. Mon amour, je t'aime tant. »

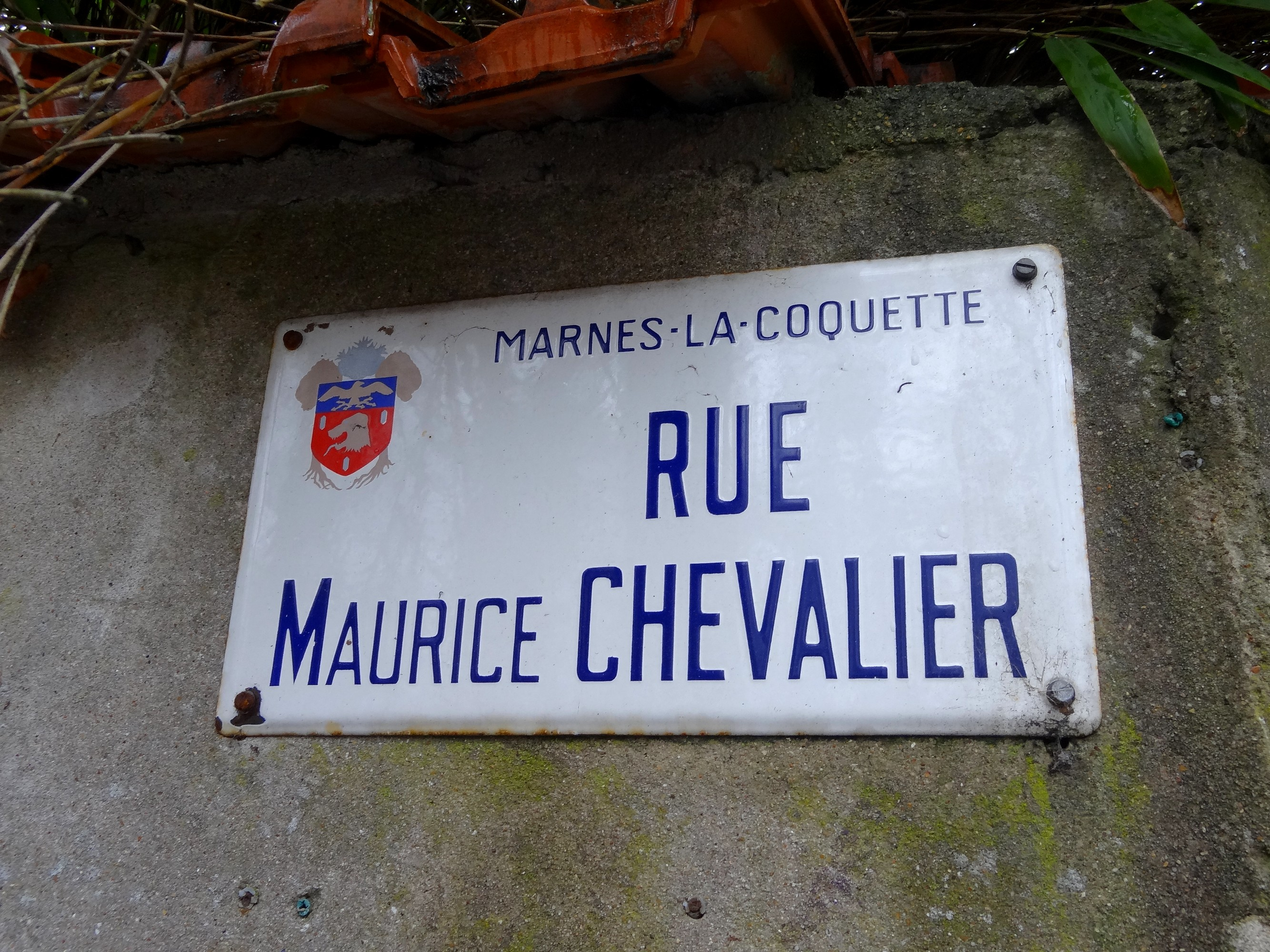
Johnny Hallyday meurt le soir du 5 décembre 2017 à son domicile de Marnes-la-Coquette, près de la rue Maurice-Chevalier.

— Communiqué de Laeticia Hallyday transmis à l'AFP le 6 décembre 2017 à 2 h 34,,,,.

## Réactions

### Politiques
Le président de la République, Emmanuel Macron, publie le communiqué suivant : « De Johnny Hallyday nous n'oublierons ni le nom, ni la gueule, ni la voix, ni surtout les interprétations, qui, avec ce lyrisme brut et sensible, appartiennent aujourd'hui pleinement à l'histoire de la chanson française. Il a fait entrer une part d'Amérique dans notre Panthéon national. » Son épouse, Brigitte Macron, s'est rendue au domicile du chanteur pour se recueillir auprès de ses proches.
Les anciens présidents François Hollande et Nicolas Sarkozy saluent également sa mémoire.
À l'Assemblée nationale, les députés lui réservent une ovation ainsi qu’une minute de silence, tandis que le Premier ministre, Édouard Philippe, salue la mémoire d'un « artiste exceptionnel ».

### Artistes
De nombreux artistes lui rendent hommage en des termes très élogieux. Ainsi, Céline Dion rend hommage au chanteur sur son compte Twitter : « Je suis très triste d'apprendre le décès de Johnny Hallyday. Il était un géant du show-business… Une véritable légende ! » et qu'il « nous manquera beaucoup ». Patrick Bruel utilise deux mots pour exprimer sa souffrance : « Tellement triste… ». Jean-Louis Aubert tweete : « Au revoir notre Johnny. Avec toi ce sont nos jours qui s'envolent. Retiens la nuit ». Lara Fabian a publié un message vidéo : « Tu es un créateur de destin, un créateur de joie, de bonheur, d'amour infini. […] Merci d'avoir fait ce que tu as fait dans cette vie-ci. Tout ce que je nous souhaite, c'est qu'on puisse te retrouver dans celle d'après ». L'acteur et humoriste Omar Sy, de son côté, a posté une photo prise avec Johnny Hallyday, évoquant « un homme inoubliable, exceptionnel, aux valeurs et conseils si précieux ». Le chanteur américain Lenny Kravitz a publié un message d'hommage : « Ton amitié, ta tendresse et ton soutien sont gravés dans mon cœur ». Sheila estime « avoir perdu [s]on pote », et lui rend hommage en reprenant sur scène la chanson Johnny, Sylvie, Cloclo et moi,. Son ami Eddy Mitchell déclare : « J'ai perdu plus qu'un ami, j'ai perdu mon frère ».

### Médias
À l’annonce de sa mort, les médias français et la presse internationale lui rendent hommage et saluent sa carrière. Aux États-Unis, le New York Times et CNN décrivent Johnny Hallyday comme l'« Elvis Presley de la France »,.
Le décès de Johnny Hallyday survient moins de 24 heures après celui d'une autre figure culturelle, l'académicien Jean d'Ormesson. Bruno Frappat, dans La Croix, parle de la disparition de « deux voix de la France » et Philippe Labro de celle de « deux icônes nationales ». Le Point compare l'événement aux morts quasi-simultanées, en 1963, d'Édith Piaf et de Jean Cocteau. Il fut ensuite révélé que le chanteur et l'académicien étaient cousins, à partir d'un seigneur de Namur au XVe siècle.

## Hommage populaire

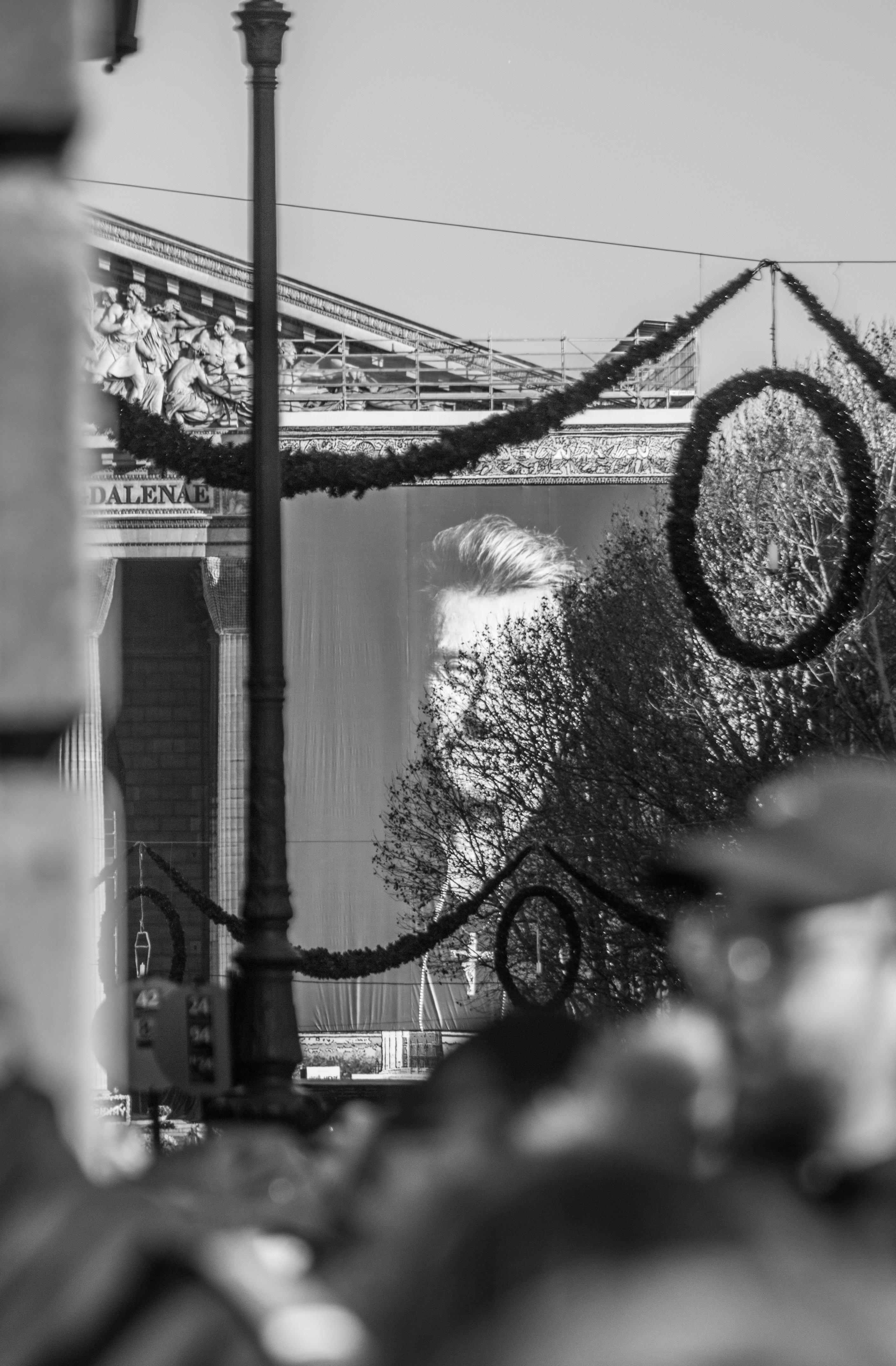
L'église de la Madeleine lors des funérailles.

Alors que le corps de Johnny Hallyday repose au funérarium du Mont Valérien, le 7 décembre 2017, un communiqué de presse du palais de l'Élysée indique qu'il a été convenu avec la famille et les proches, de lui rendre un « hommage populaire » lors de ses obsèques, le 9 décembre 2017. La descente sur les Champs-Élysées ou des obsèques nationales étaient des pistes déjà envisagées par l'État en 2009 lorsque le chanteur avait dû être plongé dans le coma, à la suite de graves complications d'une opération chirurgicale.
Le convoi funéraire part de l'Arc de Triomphe, descend les Champs-Élysées jusqu'à la place de la Concorde, toutes les deux fermées à la circulation pour l'occasion, avant de se rendre à l'église de la Madeleine pour un office religieux. Le corbillard aux vitres transparentes transportant le cercueil blanc (clin d’œil à Elvis Presley selon les dernières volontés du chanteur) est précédé d'une escorte de quinze motards de la police et suivi d'un cortège de nombreux véhicules funéraires et de sept cents bikers (« motards » en français) venus de la France entière. Il fait des haltes régulières sur le trajet pendant que les principaux tubes du chanteur sont interprétés par les musiciens de Johnny Hallyday depuis une scène dressée sur le parvis de la Madeleine. Le président Emmanuel Macron prononce un éloge funèbre sur le parvis de la Madeleine, avant l'office  religieux, faisant notamment revivre un concert du chanteur en ayant recours à une figure de style inhabituelle, l'hypotypose. Sur quasiment toute la hauteur de la partie droite de la façade de l'église est tendue une bâche avec un portrait du chanteur, fabriquée à Honfleur dans la nuit précédant la cérémonie, puis transportée à Paris et installée au petit matin.
Selon les médias, entre 500 000 et 1 million de personnes assistent dans les rues de la capitale à cet hommage, qui mobilise quelque 1 500 policiers. Les obsèques sont retransmises en direct sur plusieurs chaînes de télévision françaises : alors que TF1 et France 2 cumulent à elles seules plus de onze millions de téléspectateurs (68 % de part d'audience), l'hommage national à la rock-star attire un total de quinze millions de téléspectateurs.

## Obsèques religieuses

### Déroulement
Dans l'église de la Madeleine, 700 personnes assistent à la cérémonie religieuse célébrée par Mgr Benoist de Sinety, vicaire de l'archidiocèse de Paris, assisté notamment du père Guy Gilbert (le « curé des loubards »). Parmi elles, plusieurs célébrités de la chanson, du cinéma ou des médias et plusieurs personnalités politiques sont également présentes.
Philippe Labro, Daniel Rondeau, Jean Reno, Patrick Bruel et Line Renaud ont chacun fait  des interventions orales, afin de lui dire un dernier adieu. À la demande des deux plus jeunes filles du chanteur, le comédien Jean Reno a lu l'Enterrement d'une feuille morte, un poème bien connu de Jacques Prévert.
La comédienne Marion Cotillard a lu la Première lettre de l'apôtre Paul aux Corinthiens. La comédienne Carole Bouquet a lu à son tour les intentions de prière du jour (la Prière universelle). Après chaque intention, trois guitaristes de Johnny Hallyday, auxquels s'est joint Matthieu Chedid, répondent en musique avec quelques-unes des chansons les plus connues du chanteur. Les quatre guitaristes ont ponctué d'autres moments de l'office religieux avec plusieurs extraits des chansons les plus célèbres de son répertoire. À l'initiative de motards présents dans l'église, l'assemblée s'est parfois levée en marquant le rythme avec enthousiasme.
Le violoncelliste Gautier Capuçon reprit tout d'abord une partition inscrite à son répertoire récent : accompagné du pianiste Yvan Cassar, il a interprété une transcription d'Après un rêve, célèbre mélodie pour chant et piano de Gabriel Fauré. Puisant dans un autre répertoire, les deux musiciens ont ensuite joué une chanson que Johnny Hallyday avait reprise : l'Hymne à l'amour, un des plus grands succès d'Édith Piaf. La mort de cette dernière, en 1963, avait déjà donné lieu à une ferveur populaire semblable. Dans le courant de la cérémonie, le violoncelliste et le pianiste ont de nouveau fait entendre une transcription, celle d'une autre partition célèbre, la Méditation de Thaïs, de Jules Massenet. Avant la fin de la cérémonie, la soprano lyrique Julie Fuchs, accompagnée au piano, a chanté une partition bien connue elle aussi, l'Ave Maria de Franz Schubert, que Johnny Hallyday avait aussi reprise. Dès le début, 8 choristes appartenant au chœur de l'église de la Madeleine ont participé à la liturgie, par exemple dans une mise en musique du psaume 22.

### Personnalités présentes
Près de 700 personnalités participent à la cérémonie religieuse en l'église de la Madeleine.

## Veillée de prières à l'église Saint-Roch
Dès l'annonce de la mort de Johnny Hallyday, le père Luc Reydel, aumônier du spectacle, a organisé une veillée de prières à l'église Saint-Roch à Paris, rassemblant plus d'une centaine de personnes. Une seconde veillée a été organisée le dimanche suivant, 10 décembre, au moment de l'inhumation du chanteur aux Antilles. 
Saint-Roch est considérée à Paris comme la « paroisse des artistes », certains y sont enterrés et les obsèques religieuses d'artistes s'y déroulent traditionnellement. Mais la capacité d'accueil de l'église de la Madeleine et sa proximité des Champs-Élysées ont probablement déterminé le choix de cette dernière pour les obsèques de Johnny Hallyday, la Madeleine a d'ailleurs accueilli par le passé les funérailles de plusieurs artistes renommés.

## Inhumation à Saint-Barthélemy

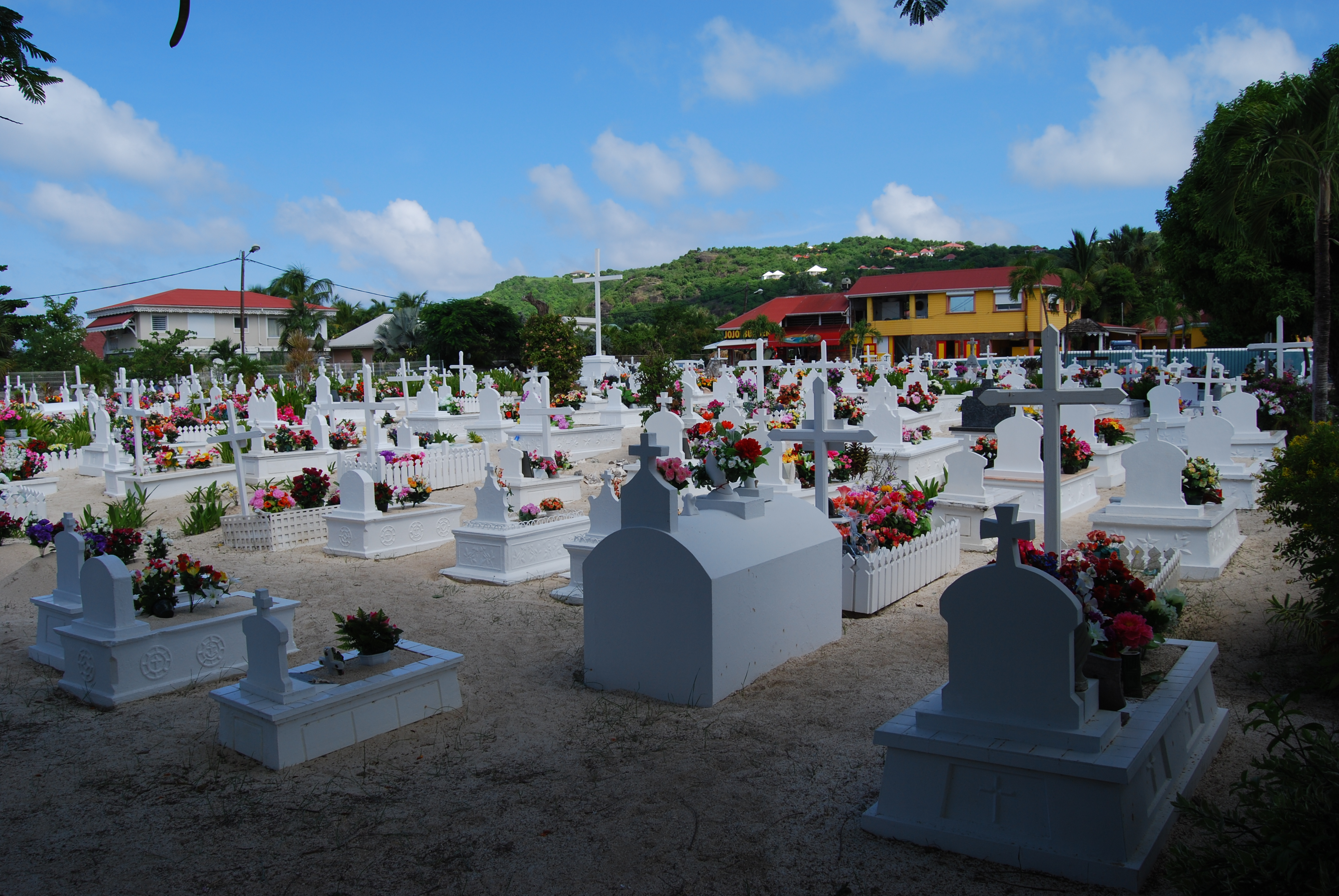
Vue du cimetière de Lorient.

Conformément à son souhait, Johnny Hallyday est inhumé au cimetière de Lorient, sur l'île de Saint-Barthélemy dans les Antilles françaises, où le chanteur possédait une propriété.
Le lendemain de l'hommage populaire, un Boeing 757 affrété pour l'occasion décolle depuis l'aéroport du Bourget, avec le cercueil du chanteur et une trentaine de proches, à destination de l'aéroport Princess Juliana, dans l'île de Saint-Martin, aux Antilles, d'où différents petits avions de St Barth Commuter emmènent le cercueil et ses accompagnants vers le petit aéroport de Saint-Barthélémy.  
Le cercueil est amené au funérarium de Saint-Jean, où de nombreux habitants de l'île se rendent le soir pour une veillée publique, conformément à la tradition locale. L'inhumation a lieu le lendemain, le 11 décembre 2017, dans l'après-midi, dans l'intimité familiale et de ses amis proches, au cimetière marin de Lorient, qui borde la baie du même nom, dans le nord de l'île.

## Autres hommages

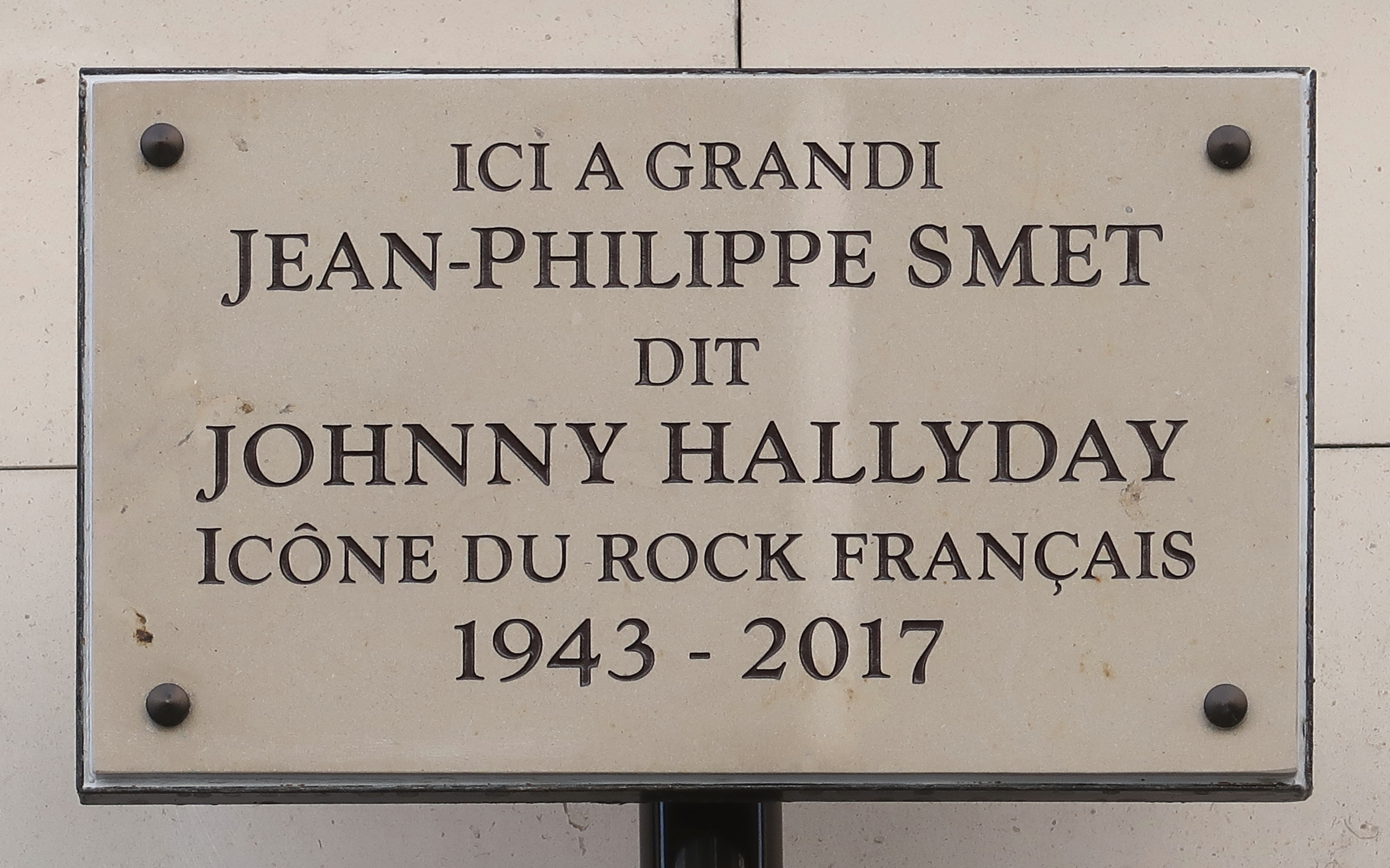
Plaque commémorative 13 rue de la Tour-des-Dames (Paris).

Dès le lendemain de sa mort, la mairie de Paris décide de projeter tous les soirs jusqu'au dimanche un « Merci Johnny » sur la tour Eiffel et sur le Palais omnisports de Paris-Bercy. Des registres de condoléances sont également disposés dans le hall de ce dernier, ainsi qu'à l'Olympia, où son nom est inscrit en lettres rouges sur la façade, du vendredi soir jusqu'à la fin de l'hommage populaire. Par ailleurs, la maire Anne Hidalgo propose, le 8 décembre 2017, qu'un lieu ou un établissement public porte son nom. Adopté par le Conseil de Paris le 13 décembre, l'endroit, qui sera « un lieu de recueillement pour ses fans », reste à définir après consultation avec la famille de l'artiste.
À Nice, le maire Christian Estrosi propose, le 7 décembre 2017, que le palais Nikaïa soit rebaptisé « palais Nikaïa-Johnny Hallyday ». Finalement, le conseil municipal décide que seul le parvis de la salle de spectacle sera renommé du nom du chanteur.
L'humoriste Dany Boon, en spectacle à Dunkerque le 6 décembre 2017, a rendu hommage au chanteur en déclarant, la voix tremblante : « Comme beaucoup d'entre vous j'ai perdu un ami aujourd'hui », ajoutant « Comme tout le monde je le croyais immortel... Il adorait mes films, ce qui était une grande fierté pour moi. » Dany Boon a ensuite raconté un souvenir heureux, partagé avec Johnny Hallyday.
Alors que plusieurs chaînes de télévision françaises diffusent des éditions spéciales, sur la chaîne NT1, l'équipe de l'émission Secret Story a annoncé en direct aux participants, coupés du monde extérieur, le décès de Johnny Hallyday : « Si La Voix prend la parole aujourd'hui, c'est pour vous annoncer une triste nouvelle. C'est le cœur lourd que La Voix vous annonce que la France perd un monument de la chanson française qui s'est éteint dans la nuit : Johnny Hallyday. Il restera dans le cœur des Français, et de La Voix ». 
La radio généraliste Nostalgie modifie ses programmes pour ne diffuser que des titres de Johnny pendant trois jours, du 6 au 8 décembre 2017.
La chanteuse américaine Mariah Carey, en concert à l'AccorHotels Arena le soir des obsèques, reprend, en français, la chanson  Que je t'aime tandis qu'un portrait de Johnny Hallyday est projeté derrière la scène.
L'acteur Tom Hanks confie au journal suisse Le Matin : « Je connais Hallyday depuis plusieurs décennies. Ses chansons de rock des années 1970 sont extraordinaires » et se dit « fasciné par cet artiste qui méritait son surnom d'Elvis Presley français ».
Le 16 décembre 2017, les 30 candidates à l'élection de Miss France 2018, retransmise en direct sur TF1, rendent hommage à Johnny Hallyday en réalisant une chorégraphie sur son tube Je te promets. La troupe des Enfoirés (dont Johnny Hallyday a fait partie en 1989, 1997 et 1998) a également apporté des modifications à sa prochaine tournée pour intégrer davantage de ses chansons et « lui rendre les honneurs qu'il mérite », indique la productrice du concert Anne Marcassus.
Le 28 janvier 2018, la 60e cérémonie des Grammy Awards, qui se tient aux États-Unis, inclut le nom et la photo de Johnny Hallyday parmi la liste des artistes ou personnalités liés à l'industrie du disque et de la musique décédés au cours de l'année venant de s'écouler. La photo choisie est un cliché en noir et blanc datant des années 1960, et est accompagnée de la mention « French Rock singer ». Johnny Hallyday est le seul artiste non anglo-saxon cité lors de la cérémonie.
Un vibrant hommage à Johnny Hallyday ouvre la cérémonie des Victoires de la musique le 9 février 2018.
Le 15 juin 2018, jour où le chanteur aurait eu 75 ans, deux cérémonies ont lieu à l'église de la Madeleine, en présence de nombreux fans. Le lendemain, une statue de Johnny Hallyday est inaugurée à Viviers, village ardéchois où sa mère est inhumée. Sa réalisation a été financée par des admirateurs.
En février 2019, la proposition « Baptiser l’aéroport Orly-Johnny Hallyday (OJH) » recueille le plus de votes sur la plateforme du grand débat de la culture. Le Figaro indique : « Avec Roissy-Charles de Gaulle (CDG), la France rendait hommage à celui qui avait su rassembler politiquement les Français. Avec Orly-Johnny Hallyday (OJH), la France rendra hommage à celui qui continue à les rassembler dans l'amour de la musique et du rock'n'roll ».

## Controverses et polémiques
Plusieurs personnalités manquent de tact, commettent des maladresses ou créent la polémique au sujet de cet hommage populaire et cette cérémonie religieuse.
Le 6 décembre 2017, TF1 diffuse un numéro spécial de 50 minutes inside présenté par Sandrine Quétier et Nikos Aliagas qui adoptent le ton approprié et parlent du chanteur au passé, alors que l'émission a été enregistrée plusieurs semaines avant sa disparition. Le copyright indiquait en effet « TF1 Production – Novembre 2017 », ce qui a suscité une vive polémique sur les réseaux sociaux. Le 8 décembre, plusieurs chroniqueurs de Touche pas à mon poste ! ont dénoncé un procédé « hyper choquant », « un manque de respect à Johnny et un manque de respect à la famille ». Cette pratique est relativement répandue dans les rédactions, qui doivent faire face à la pression croissante de l'urgence. En effet, « les médias enregistrent régulièrement des reportages ou des nécros pour prévoir le décès d'une personnalité. Il est cependant plus rare qu'une émission entière soit enregistrée avant même la mort de cette personnalité ».
Le cinéaste Claude Lelouch, arrivé dans le cortège de Laeticia Hallyday, filme avec son smartphone diverses personnalités dans l'assistance ainsi que les proches du chanteur qui se recueillent devant le cercueil. Son comportement, retransmis par la télévision, suscite de l'incompréhension, voire parfois de l'indignation, sur les réseaux sociaux. Le réalisateur explique ensuite qu'il souhaitait « offrir un cadeau à Laeticia et aux enfants » en filmant de très près la cérémonie afin de leur laisser un souvenir, ce qui était pour lui « [sa] dernière déclaration d'amour à Johnny », qu'il avait fait apparaître dans plusieurs de ses films et pour qui il avait réalisé de nombreux scopitones,.
L'homme de lettres Philippe Labro, lors de sa prise de parole au début de la cérémonie religieuse, commet deux maladresses : il révèle comment le chanteur est mort (« Laeticia m'a confié, lorsqu'il est tombé au sol du bureau transformé en chambre d'hôpital, il a levé les yeux au ciel et puis il s'en est allé ») ; il lance que Johnny Hallyday a été « père par deux fois », faisant référence aux enfants biologiques de Johnny, David Hallyday et Laura Smet, mais oubliant Jade et Joy, ses filles adoptives.
Dans son éloge posthume, qui débute sous les sifflets d'une partie du public, le président Emmanuel Macron revenant sur la vie du chanteur, qualifie celui-ci de « jeune Belge » au début de sa carrière. Or, Johnny Hallyday n'a jamais eu la nationalité belge. À la fin de l'office religieux, le président s'apprêtait à bénir le cercueil du chanteur mais a aussitôt reposé le goupillon, frôlant pour certains l'entorse au principe de laïcité,.
Le député et président du groupe La France insoumise à l'Assemblée nationale, Jean-Luc Mélenchon, y déplore la présence du président Macron, rappelant sur son compte Facebook : « Samedi, jour anniversaire de la loi de 1905 sur la laïcite de l'État, le président de la République, chanoine de Latran, participe à une messe dans l'église de la Madeleine, monument religieux contre-républicain, où la prostituée de l'évangile implore le pardon du Christ. En face, l'Assemblée nationale. Les rues qui mènent à ce bâtiment portent les noms des avocats de Louis XVI et Marie-Antoinette. On voit ici ce que vaut la laïcité républicaine de certains ». Le député de La France insoumise Alexis Corbière est accusé de récupération en tweetant « La triste mort de Johnny ne doit pas nous faire oublier le mauvais coup qu’ils nous préparent (prochaine cible : le Smic) ».
Interrogé sur la radio RCJ, le philosophe Alain Finkielkraut déclare « Le petit peuple des petits blancs est descendu dans la rue pour dire adieu à Johnny, il était nombreux et il était seul… Les non-souchiens brillaient par leur absence ». Pour la journaliste Roselyne Febvre, dans un article intitulé « Johnny, la fin d'une France » paru la veille dans Slate « Il symbolisait aussi une certaine France blanche qui disparaît… Ce samedi les stars, les politiques ou la foule : presque que du blanc ».
Sur les ondes d'Europe 1, l'ancienne présidente du comité Miss France, Geneviève de Fontenay, s'est dite « choquée qu'on ait pu comparer les obsèques de Johnny Hallyday avec celles de Victor Hugo », indiquant que « Victor Hugo, il avait le corbillard des pauvres, deux millions de personnes l'ont suivi avec un drap noir sur le cercueil, pas un cercueil blanc. En général, ce sont les enfants qui ont des cercueils blancs »,.
L'actrice Anémone, en annonçant la fin de sa carrière, ironise quant à ces obsèques en prédisant un hommage national pour la mort de Marc Levy : « Et puis quoi encore ? Des funérailles nationales à Marc Levy ? On vient de faire Jean d'Ormesson et Johnny Hallyday. Marc Levy devrait être le prochain ».